# Justus Heinrich Christoph Bärensprung
Justus Heinrich Christoph Bärensprung (* 6. November 1789 in Schwerin; † 18. Oktober 1832 ebenda) war ein deutscher Unternehmer, Zeitungsredakteur und -verleger in Schwerin.

## Leben
Justus Heinrich Christoph Bärensprung war ein Sohn des Schweriner Druckereibesitzers (Christian Johann) Wilhelm Bärensprung (dem Jüngeren). Sein älterer Bruder war der spätere Hofbuchdrucker (Christian) Johann (Wilhelm) Bärensprung. Er wurde zunächst in seinem Elternhaus von Heinrich Zschokke unterrichtet und besuchte dann die oberen Klassen der Schweriner Domschule. Nach einer Buchdruckerlehre von 1802 bis 1807 führten ihn seine Wanderjahre 1809 nach Leipzig, 1810 nach München, 1811 in die Füsslischen Offizin nach Zürich und von 1811 bis 1813 nach Paris. 1813 ging er mit der königlich schwedischen Feldbuchdruckerei nach Norwegen und kehrte im Sommer 1814 nach Schwerin zurück. Er ließ sich in Schwerin als Kaufmann nieder und gründete 1816 gemeinsam mit seinem Onkel Friedrich Mantius eine Tuchfabrik in Parchim. Nach dem Ausscheiden von Mantius verkaufte er das Unternehmen 1824. Von 1819 bis 1824 war er als Vormund seines Neffen Hans Wilhelm Vorstand der Bärensprungschen Druckerei.
1818 war er Gründer und bis 1832 Herausgeber des in Schwerin erscheinenden Freimüthigen Abendblatts. Er lieferte dafür als Autor zahlreiche Beiträge und war als Redakteur des Blattes Anzeigen und Prozessen ausgesetzt, wie die Aktenstücke betreffend die Untersuchung wider den Kaufmann Bärensprung in Schwerin als Verleger und verantwortlichen Redacteur des freimüthigen Abendblattes gegen die Großherzogl. Justiz-Kanzlei in Rostock von 1819 belegen. Er war Mitglied des Schweriner Armenkollegiums, hatte die Leitung der Arbeitsanstalten für Arme inne, war Mitvorsteher der Ersparnisanstalt und Bürgerrepräsentant. Justus Heinrich Christoph Bärensprung starb an Schwindsucht. Das Freimüthige Abendblatt wurde von seinem Neffen Hans Wilhelm weitergeführt.

„Strenge Rechtschaffenheit sprach sich in allen seinen Handlungen aus, und bis zur Ängstlichkeit gewissenhaft, vermied er nicht nur jegliches Unrecht, sondern konnte es auch nicht an Anderen dulden, und die größte Unruhe verfolgte ihn, wenn er auch nur sich einbildete, er möchte Jemand einen unangenehmen Augenblick verursacht haben.“